# Seversky P-35
Seversky P-35 là một loại máy bay tiêm kích được hãng Seversky Aircraft Company của Hoa Kỳ chế tạo vào cuối thập niên 1930. So với các loại cùng thời như Hawker Hurricane và Messerschmitt Bf 109, thì đây là loại máy bay một tầng cánh, buồng lái kín, càng đáp thu vào được và làm hoàn toàn bằng kim loại.

## Biến thể

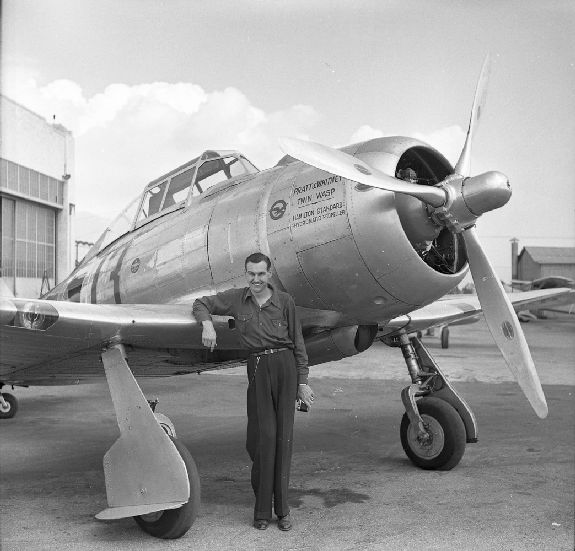
Seversky AP-7A, lắp động cơ Pratt & Whitney R-1830 Twin Wasp, 1940.

AP-1
Một chiếc P-35 lắp động cơ Pratt & Whitney R1830.
AP-2
Từ SEV-1-XP
AP-7
Phiên bản thể thao tham gia cuộc đua máy bay Jacqueline Cochran
AP-9
Tiêm kích thử nghiệm phát triển song song với AP-7
BT-8
30 chiếc phiên bản huấn luyện cho USAAC
P-35
Phiên bản sản xuất đầu tiên, lắp động cơ Pratt & Whitney R-1830-9 công suất 850 hp (634 kW).
EP-1 – Phiên bản xuất khẩu của P-35.
P-35A – Tên định danh của AAF cho EP-106 phù hợp với hợp đồng ký với Thụy Điển, lắp động cơ Pratt & Whitney R-1830-45 công suất 1,050 hp (783 kW) và tăng cường vũ khí.
EP-106 – Phiên bản tiêm kích một chỗ cho Thụy Điển.
J 9 – Tên định danh của Thụy Điển cho EP-1/P-35A.
2PA
Phiên bản hai chỗ.
2PA-202 – Mẫu trình diễn
2PA-A – Cho Liên Xô (Tây Ban Nha)
2PA-B – Mẫu trình diễn
2PA-BX – Mẫu trình diễn
'2PA-B3 – 20 chiếc cho Không lực Hải quân Đế quốc Nhật Bản như Seversky A8V1.
2PA-L – Cho Liên Xô (Tây Ban Nha)
A8V-1 "Dick" – 2PA hai chỗ cho Hải quân Nhật Bản.
B 6 – Tên định danh của Thụy Điển cho 2PA.
AT-12 Guardsman – Phiên bản huấn luyện thứ cấp.
NF-1
Phiên bản P-35 cho Hải quân Hoa Kỳ đánh giá – đây là tên định danh của công ty.
SEV-1XP
Mẫu thử tiêm kích một chỗ, còn gọi là SEV-S1
SEV-2XP
Mẫu thử tiêm kích hai chỗ
SEV-DS
Phiên bản cho công ty Shell Oil Company / James Doolittle
SEV-X-BT
Phiên bản huấn luyện cơ sở
SEV-7
Mẫu thử tiêm kích một chỗ, lắp động cơ Pratt & Whitney R-1830-9 Twin Wasp. Sau này định danh lại thành AP-1.

## Quốc gia sử dụng
Colombia
- Không quân Colombia sử dụng 3 chiếc Seversky P-35-2-PA-L.(SEV-3M-WW)

 Ecuador
- Không quân Ecuador

 Nhật Bản
- Không lực Hải quân Đế quốc Nhật Bản

 Liên Xô
- Không quân Liên Xô

 Thụy Điển
- Không quân Thụy Điển

 United States
- Quân đoàn Không quân Lục quân Hoa Kỳ

## Tính năng kỹ chiến thuật (P-35A)
The American Fighter

### Đặc điểm riêng
- Tổ lái: 1
- Chiều dài: 26 ft 10 in (8,17 m)
- Sải cánh: 36 ft 0 in (10,97 m)
- Chiều cao: 9 ft 9 in (2,97 m)
- Diện tích cánh: 220 ft² (20,43 m²)
- Trọng lượng rỗng: 4.575 lb (2.075 kg)
- Trọng lượng có tải: 6.118 lb (2.775 kg)
- Trọng lượng cất cánh tối đa: 6.723 lb (3.050 kg)
- Động cơ: 1 × Pratt & Whitney R-1830-45 Twin Wasp, 1.050 hp (783 kW)

### Hiệu suất bay
- Vận tốc cực đại: 290 mph (252 knots, 467 km/h) trên độ cao 12.000 ft (3.660 m)
- Vận tốc hành trình: 260 mph (226 knot, 418 km/h)
- Tầm bay: 950 mi (826 nmi, 1,530 km)
- Trần bay: 31.400 ft (9.570 m)
- Vận tốc lên cao: 1.920 ft/phút (9,8 m/s)
- Lực nâng của cánh: 27,8 lb/ft² (135,8 kg/m²)
- Lực đẩy/trọng lượng: 0,172 hp/lb (0,282 kW/kg)

### Vũ khí
- 2 khẩu súng máy 0.30 in; 2 khẩu súng máy 0.50 in
- Mang được tới 350 lb (160 kg) bom[5]